# Handball Scafati
La Handball Scafati è stata una società di pallamano di Scafati (SA).

## Storia
La società ha partecipato a 7 campionati di Serie A di cui 6 consecutivi (dal 1982 al 1988); nel 1978-79 ha conquistato la prima promozione in Serie A e, dopo una immediata retrocessione nel 1979-80, è riuscita a riapprodare in massima serie nel 1982, vincendo poi uno scudetto nella stagione 1983-84 battendo nella finale play-off la Pallamano Trieste; è poi arrivata seconda nella stagione 1985-86, sconfitta dalla stessa squadra giuliana. Inoltre ha partecipato alla Coppa Dei Campioni 1984-85 dove è stata eliminata al primo turno dai francesi del lo SMUC Marsiglia. Nella stagione 1985-86 ha preso parte anche alla IHF Cup (la seconda competizione europea di pallamano) dove dopo aver battuto al primo turno gli israeliani del Maccabi Petah Tikva è stata eliminata dai danesi del Virum.
Al termine del campionato 1987-88 è retrocessa in Serie A2. Da allora ha partecipato a numerosi tornei di Serie A2 e Serie B; ha militato per l'ultima volta nella sua storia in B nella stagione 2016-17.

## Palmarès

La rosa del Cierre Scafati campione d'Italia nella stagione 1983-84

- Campionato italiano di pallamano maschile: 1

1983-84